# 國見昌宏
國見 昌宏（くにみ まさひろ、1942年（昭和17年）1月 - ）は、日本の陸上自衛官。最終階級は陸将。初代情報本部長、初代内閣衛星情報センター所長。

## 略歴
高知県出身。
1965年（昭和40年）3月、防衛大学校卒業（第9期）、陸上自衛隊入隊。
1977年（昭和52年）1月、3等陸佐。
1980年（昭和55年）7月、2等陸佐。
1983年（昭和58年）5月、1等陸佐、在中華人民共和国日本国大使館防衛駐在官。1986年（昭和61年）8月1日、陸上幕僚監部調査部調査第2課調査第2班長。1987年（昭和62年）8月1日、第10普通科連隊長兼滝川駐屯地司令。1989年（平成元年）6月30日、陸上幕僚監部人事部補任課長。
1991年（平成3年）3月16日、陸将補昇任、東北方面総監部幕僚副長。1993年（平成5年）7月1日、陸上幕僚監部調査部長。1995年（平成7年）3月23日、東部方面総監部幕僚長兼朝霞駐屯地司令。1996年（平成8年）3月25日、陸将昇任、第18代第10師団長長就任。1997年（平成9年）1月20日、初代情報本部長。
1999年（平成11年）12月10日、退官。
2000年（平成12年）1月1日、ヤマト運輸部長。
2001年（平成13年）4月1日、初代内閣衛星情報センター所長。2005年（平成17年）3月31日、同所長退職。
同年6月1日、三井住友海上火災保険顧問
2013年（平成25年）11月3日、瑞宝重光章受章。